# Stazione di Embrun
La stazione di Embrun è una stazione ferroviaria al km 304+491 della linea Veynes-Briançon a servizio del centro cittadino di Embrun (Alte Alpi), a 871 metri d'altitudine.

## Strutture ed impianti

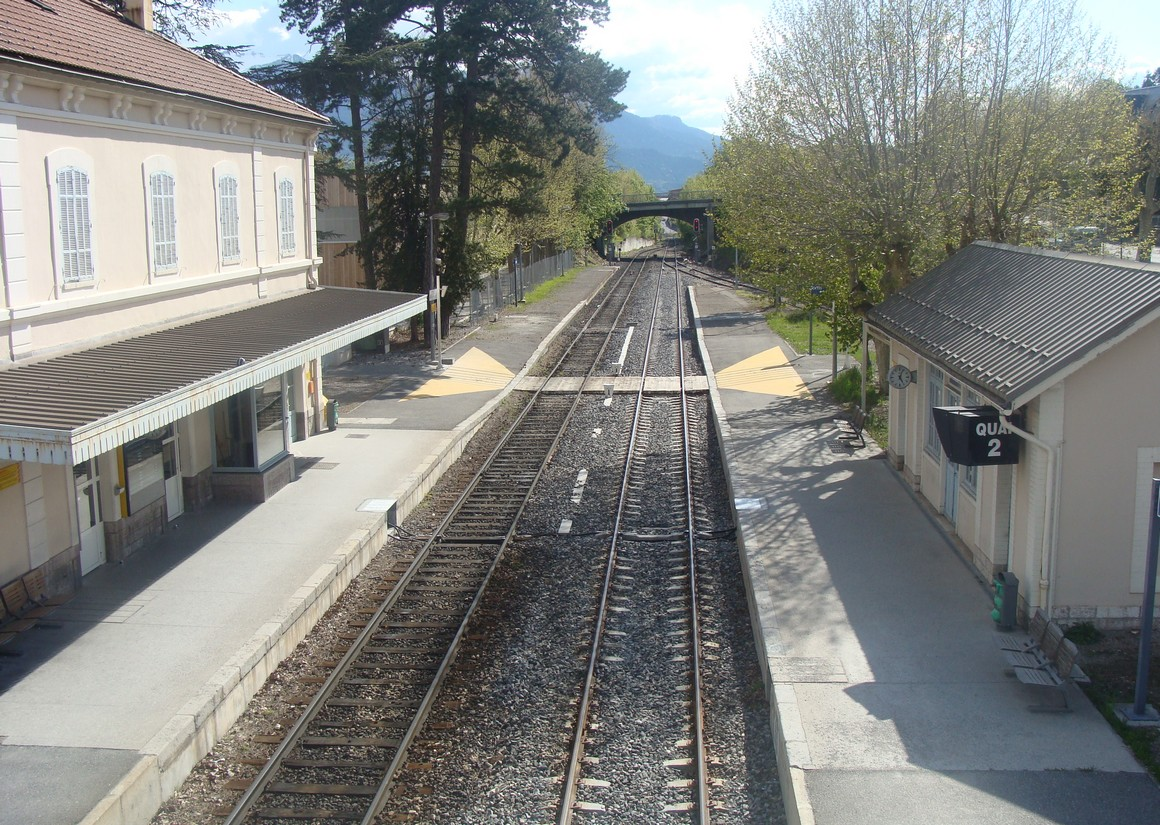
Il piazzale binari

Il fabbricato viaggiatori è un edificio a pianta rettangolare e a due livelli fuori terra. Le aperture presso il lato campagna e quello ferrovia sono cinque per ogni livello e simmetriche tra loro. È presente un'ala ad un unico livello fuori terra in direzione Briançon. La facciata d'ingresso è dotata di un orologio.
Il piazzale è formato da tre binari:
• il primo è quello di corsa della linea ferroviaria;
• il secondo è impiegato per gli incroci e le precedenze dei TER;
• il terzo, sempre d'incrocio, è impiegato solo occasionalmente per il deposito del materiale rotabile, fino ad un massimo di dieci carri.
La stazione non è dotata di sottopassaggio. La passerella che scavalca i binari è esterna all'area della stazione e non permette l'accesso ai marciapiedi.
Dal lato Briançon è presente uno scalo merci con magazzino, in legno con tetto a due falde, e tre binari tronchi.

## Movimento

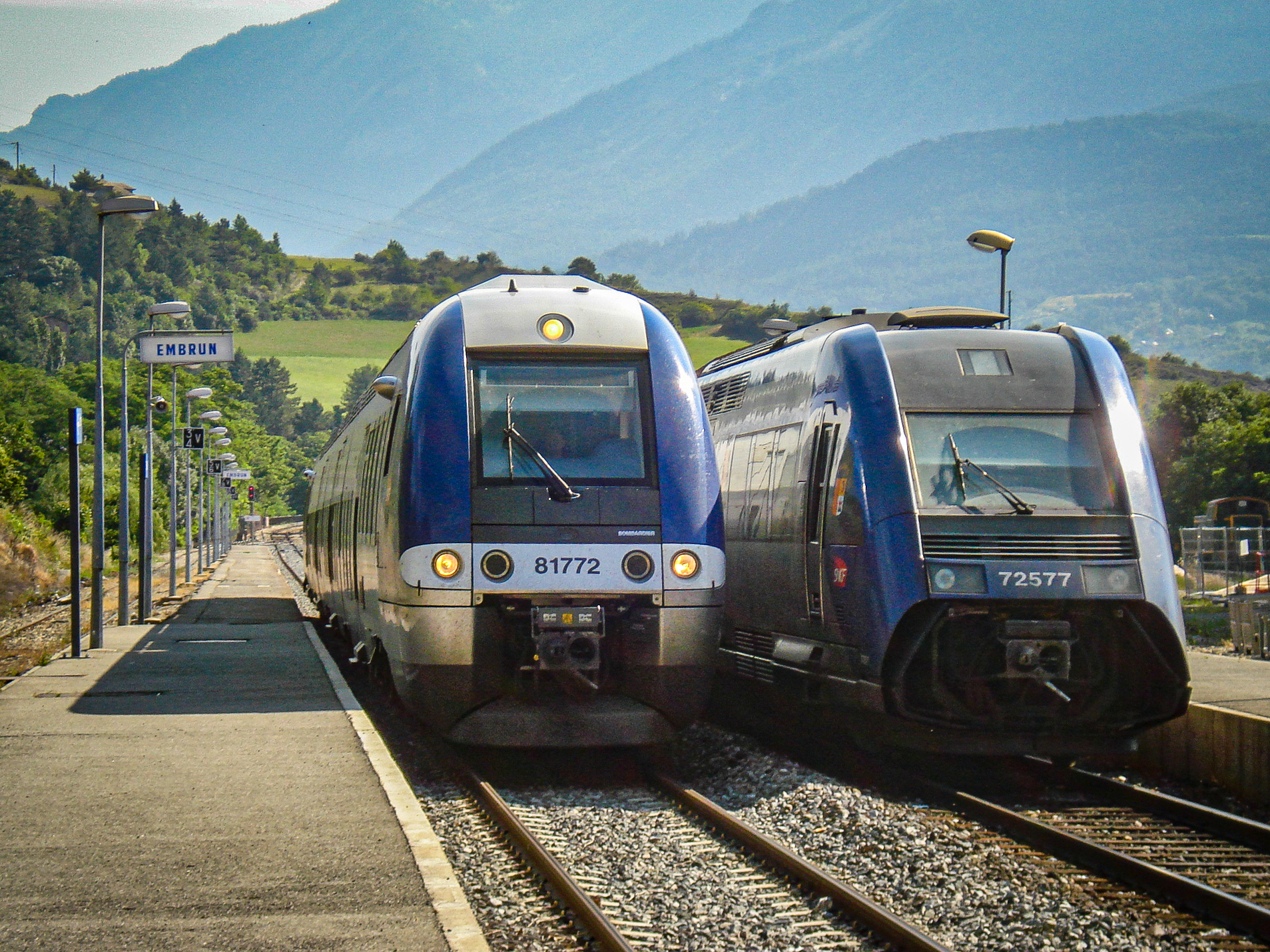
Incrocio di due TER

La stazione è servita da dieci coppie di corse al giorno della TER PACA e TER Rhône-Alpes, eserciti dalla SNCF, delle seguenti relazioni:
- Grenoble–Briançon;
- Marsiglia-Saint-Charles–Briançon;
- Romans-Bourg-de-Péage–Briançon.

## Interscambio
Presso la piazza antistante all'impianto sono presenti le fermate degli autobus a servizio delle zone limitrofe, poiché le stazioni degli altri comuni nel periodo invernale vengono chiuse per neve, e il posteggio dei taxi.